# Norman Manea
Norman Manea (IPA: [ˈnorman ˈmane̯a]) (Suceava, 19 luglio 1936) è uno scrittore rumeno.

## Biografia
Durante la seconda guerra mondiale la Romania di Ion Antonescu si alleò con la Germania nazista; nel 1941 il piccolo Norman Manea, in quanto di origini ebraiche, fu deportato. Finita la guerra Manea tornò in patria. Nel 1947 in Romania fu instaurato il regime comunista, del quale, man mano che cresceva, Manea divenne oppositore. Nel 1986 Manea abbandonò la Romania ed iniziò il suo esilio in Occidente. Oggi vive negli Stati Uniti, a New York. Nel 2002 ottenne il Premio Nonino internazionale.
Il suo scritto principale è Il ritorno dell'huligano (2003), la sua autobiografia, che ripercorre un periodo di circa 80 anni a cavallo della Seconda Guerra Mondiale.
«Non siamo solo il prodotto di una famiglia, di un paese e di una comunità. Siamo anche il risultato delle nostre letture, il prodotto della nostra bibliografia oltre che della biografia». Così ha scritto in un recente articolo intitolato Another Genealogy.